# Alyssopsideae
Alyssopsideae es una tribu de plantas pertenecientes a la familia Brassicaceae.

## Géneros
- Alyssopsis Boiss.
- Calymmatium O. E. Schulz
- Dielsiocharis O. E.
- Nasturtiicarpa Gilli = Calymmatium O. E. Schulz
- Olimarabidopsis Al-Shehbaz et al.